# Saison 2020 de l'équipe cycliste Jumbo-Visma
La saison 2020 de l'équipe cycliste Jumbo-Visma est la vingt-cinquième de cette équipe.

## Coureurs et encadrement technique

### Arrivées et départs
| Coureur             | Provenance                  | Durée contrat |
| ------------------- | --------------------------- | ------------- |
| Tom Dumoulin        | Sunweb                      | 2020-2022     |
| Tobias Foss         | Uno-X Norwegian Development | 2020-2021     |
| Chris Harper        | BridgeLane                  | 2020-2021     |
| Christoph Pfingsten | Bora-Hansgrohe              | 2020-2021     |

| Coureur          | Nouvelle équipe     | Durée contrat |
| ---------------- | ------------------- | ------------- |
| Floris De Tier   | Alpecin-Fenix       | 2020          |
| Daan Olivier     | Retraite            |               |
| Neilson Powless  | EF Pro Cycling      | 2020-2021     |
| Danny van Poppel | Circus-Wanty Gobert | 2020-2021     |

### Effectif de cette saison
| Coureur               | Date de Nais.              | Equipe en 2019       | Cont. | V |
| --------------------- | -------------------------- | -------------------- | ----- | - |
| George Bennett        | 7 avril 1990 (30 ans)      | Jumbo-Visma          | 2021  | 1 |
| Koen Bouwman          | 2 décembre 1993 (27 ans)   | Jumbo-Visma          | 2021  | 0 |
| Laurens De Plus       | 4 septembre 1995 (25 ans)  | Jumbo-Visma          | 2020  | 0 |
| Tom Dumoulin          | 11 novembre 1990 (30 ans)  | Sunweb               | 2022  | 0 |
| Pascal Eenkhoorn      | 8 février 1997 (23 ans)    | Jumbo-Visma          | 2022  | 1 |
| Tobias Foss           | 25 mai 1997 (23 ans)       | Uno-X Norwegian Dev. | 2021  | 0 |
| Robert Gesink         | 31 mai 1986 (34 ans)       | Jumbo-Visma          | 2021  | 0 |
| Dylan Groenewegen     | 21 juin 1993 (27 ans)      | Jumbo-Visma          | 2023  | 3 |
| Chris Harper          | 23 novembre 1994 (26 ans)  | BridgeLane           | 2021  | 0 |
| Lennard Hofstede      | 29 décembre 1994 (26 ans)  | Jumbo-Visma          | 2022  | 0 |
| Amund Grøndahl Jansen | 11 février 1994 (26 ans)   | Jumbo-Visma          | 2020  | 0 |
| Steven Kruijswijk     | 7 juin 1987 (33 ans)       | Jumbo-Visma          | 2021  | 0 |
| Sepp Kuss             | 13 septembre 1994 (26 ans) | Jumbo-Visma          | 2021  | 1 |
| Tom Leezer            | 26 décembre 1985 (35 ans)  | Jumbo-Visma          | 2020  | 0 |

| Coureur             | Date de Nais.              | Equipe en 2019 | Cont. | V  |
| ------------------- | -------------------------- | -------------- | ----- | -- |
| Bert-Jan Lindeman   | 16 juin 1989 (31 ans)      | Jumbo-Visma    | 2020  | 0  |
| Paul Martens        | 26 octobre 1983 (37 ans)   | Jumbo-Visma    | 2021  | 0  |
| Tony Martin         | 23 avril 1985 (35 ans)     | Jumbo-Visma    | 2022  | 0  |
| Christoph Pfingsten | 20 novembre 1987 (33 ans)  | Bora-Hansgrohe | 2021  | 0  |
| Primož Roglič       | 29 octobre 1989 (31 ans)   | Jumbo-Visma    | 2023  | 12 |
| Timo Roosen         | 11 janvier 1993 (27 ans)   | Jumbo-Visma    | 2022  | 0  |
| Mike Teunissen      | 25 août 1992 (28 ans)      | Jumbo-Visma    | 2022  | 0  |
| Antwan Tolhoek      | 29 avril 1994 (26 ans)     | Jumbo-Visma    | 2021  | 0  |
| Wout van Aert       | 15 septembre 1994 (26 ans) | Jumbo-Visma    | 2021  | 6  |
| Taco van der Hoorn  | 4 décembre 1993 (27 ans)   | Jumbo-Visma    | 2020  | 0  |
| Jos van Emden       | 18 février 1985 (35 ans)   | Jumbo-Visma    | 2021  | 0  |
| Jonas Vingegaard    | 10 décembre 1996 (24 ans)  | Jumbo-Visma    | 2022  | 0  |
| Maarten Wynants     | 13 mai 1982 (38 ans)       | Jumbo-Visma    | 2021  | 0  |

## Bilan de la saison

### Victoires sur la saison
| #       | Date          | Course                                                 | Catégorie            | Vainqueur         | Pays                | Lieu                   |
| ------- | ------------- | ------------------------------------------------------ | -------------------- | ----------------- | ------------------- | ---------------------- |
| 1       | 5 février     | 1re étape du Tour de la Communauté valencienne         | UCI ProSeries        | Dylan Groenewegen | Espagne             | Vila-real              |
| 2       | 7 février     | 3e étape du Tour de la Communauté valencienne          | UCI ProSeries        | Dylan Groenewegen | Espagne             | Torrevieja             |
| 3       | 29 février    | 4e étape du Tour des Émirats arabes unis               | UCI World Tour       | Dylan Groenewegen | Émirats arabes unis | Dubaï                  |
| 4       | 21 juin       | Championnat de Slovénie sur route                      | Championnat national | Primož Roglič     | Slovénie            | Ambrož pod Krvavcem    |
| 5       | 1er août      | Strade Bianche                                         | UCI World Tour       | Wout van Aert     | Italie              | Sienne                 |
| 6       | 8 août        | Milan-San Remo                                         | UCI World Tour       | Wout van Aert     | Italie              | Sanremo                |
| 7       | 8 août        | 2e étape du Tour de l'Ain                              | UCI Europe Tour      | Primož Roglič     | France              | Lélex                  |
| 8       | 9 août        | 3e étape du Tour de l'Ain                              | UCI Europe Tour      | Primož Roglič     | France              | Col du Grand Colombier |
| 9       | 9 août        | Tour de l'Ain, classement général                      | UCI Europe Tour      | Primož Roglič     | France              |                        |
| 10      | 12 août       | 1re étape du Critérium du Dauphiné                     | UCI World Tour       | Wout van Aert     | France              | Saint-Christo-en-Jarez |
| 11      | 12 août       | Gran Piemonte                                          | UCI Europe Tour      | George Bennett    | Italie              | Barolo                 |
| 12      | 13 août       | 2e étape du Critérium du Dauphiné                      | UCI World Tour       | Primož Roglič     | France              | Col de Porte           |
| 13      | 16 août       | 5e étape du Critérium du Dauphiné                      | UCI World Tour       | Sepp Kuss         | France              | Megève                 |
| 14      | 20 août       | Championnat de Belgique sur route                      | Championnat national | Wout van Aert     | Belgique            | Coxyde                 |
| 15      | 1er septembre | 4e étape du Tour de France                             | UCI World Tour       | Primož Roglič     | France              | Orcières Merlette      |
| 16      | 2 septembre   | 5e étape du Tour de France                             | UCI World Tour       | Wout van Aert     | France              | Privas                 |
| 17      | 4 septembre   | 7e étape du Tour de France                             | UCI World Tour       | Wout van Aert     | France              | Lavaur                 |
| [ N 1 ] | 4 septembre   | 4e étape de la Semaine internationale Coppi et Bartali | UCI Europe Tour      | Pascal Eenkhoorn  | Italie              | Forlì                  |
| 18      | 4 octobre     | Liège-Bastogne-Liège                                   | UCI World Tour       | Primož Roglič     | Belgique            | Liège                  |
| 19      | 20 octobre    | 1re étape du Tour d'Espagne                            | UCI World Tour       | Primož Roglič     | Espagne             | Eibar                  |
| 20      | 28 octobre    | 8e étape du Tour d'Espagne                             | UCI World Tour       | Primož Roglič     | Espagne             | Moncalvillo            |
| 21      | 30 octobre    | 10e étape du Tour d'Espagne                            | UCI World Tour       | Primož Roglič     | Espagne             | Suances                |
| 22      | 3 novembre    | 13e étape du Tour d'Espagne (ITT)                      | UCI World Tour       | Primož Roglič     | Espagne             | Mirador de Ézaro       |
| 23      | 8 novembre    | Tour d'Espagne, classement général                     | UCI World Tour       | Primož Roglič     | Espagne             |                        |

### Victoires sur les classements annexes
| Date        | Course                                                   | Catégorie       | Vainqueur         | Pays               |
| ----------- | -------------------------------------------------------- | --------------- | ----------------- | ------------------ |
| 9 février   | Tour de la Communauté valencienne, classement par points | UCI ProSeries   | Dylan Groenewegen | Espagne            |
| 9 août      | Tour de l'Ain, classement par points                     | UCI Europe Tour | Primož Roglič     | France             |
| 9 août      | Tour de l'Ain, classement par équipes                    | UCI Europe Tour | [ N 2 ]           | France             |
| 9 août      | Czech Cycling Tour, classement du meilleur grimpeur      | UCI Europe Tour | Koen Bouwman      | République tchèque |
| 16 août     | Critérium du Dauphiné, classement par points             | UCI World Tour  | Wout van Aert     | France             |
| 16 août     | Critérium du Dauphiné, classement par équipes            | UCI World Tour  | [ N 3 ]           | France             |
| 2 septembre | Tour de Hongrie, classement par équipes                  | UCI Europe Tour | [ N 4 ]           | Hongrie            |
| 8 novembre  | Tour d'Espagne, classement par points                    | UCI World Tour  | Primož Roglič     | Espagne            |